# Xaurus papuus
Xaurus papuus är en skalbaggsart som beskrevs av Lansberge 1884. Xaurus papuus ingår i släktet Xaurus och familjen långhorningar. Inga underarter finns listade i Catalogue of Life.